# لسلی فاینبرگ
لسلی فاینبرگ (انگلیسی: Leslie Feinberg؛ ۱ سپتامبر ۱۹۴۹ – ۱۵ نوامبر ۲۰۱۴) یک سیاست‌مدار، پدیدآور، رمان‌نویس، و نویسنده اهل ایالات متحده آمریکا بود. او همجنس‌گرا و فعال حقوق افراد تراجنسی بود. نوشته‌های او، به‌ویژه کار غیرداستانی سلحشوران تراجنسیتی (۱۹۹۶) موجب توجه به مطالعات جنسی شد.
فاینبرگ در سال ۱۹۹۴ میلادی برندهٔ جایزه کتاب استون‌وال شد.